# موش دالان‌ساز کاماس
موش دالان‌ساز کاماس (نام علمی: Thomomys bulbivorus) نام یک گونه از تیره موش‌های دالان‌ساز است.